# Гегијски језик
Гегијски језик (geg, shgip, gheg, shopni, guegue; ISO 639-3: aln), један је од четири индивидуална албанска језика који припада северној гегијским групи. Говоре га Геге на подручју северне Албаније (300.000 говорника), Северне Македоније (600.000 говорника), Бугарске (1.000 говорника), а већина (преко 1,7 милиона говорника) на простору Србије и Црне Горе, односно у данашњoj Србији (простор Косова и Метохије и Прешевске долине) и Црној Гори. Етничка популација Гега износи 2.000.000, којих има још и у Румунији, Словенији и САД.
Постоји неколико дијалеката: mandrica, ship (kosove), scutari i elbasan-tirana.